# Православие в Северной Македонии
Православие в Северной Македонии является доминирующей конфессией в стране; его исповедуют бо́льшая часть населения — 68 %. В стране параллельно существуют Македонская православная церковь (автокефалия признана Сербской Православной церковью) и Православная Охридская архиепископия, находящаяся в составе СПЦ.

## История
Христианство на македонские земли (вне территории Северной Македонии)  пришло с миссионерской деятельностью апостолов Павла и Андрея Первозванного. В первые века нашей эры обширная географическая область Македония была под властью Римской империи и затем её границы и этнический состав менялся, однако уже к IV веку христиане Македонии имели церкви с церковной иерархией. На Сардикийском соборе (343) присутствовал епископ Скупи (совр. Скопье) Перигорий. В IV веке существовало епископство и в городе Лихидос (совр. Охрид). В V веке существовали метрополии в Солуни, Скопье, Хераклеи, Баргале и Стоби. Сооружаются базилики. В IV веке, за время правления византийского императора Юстиниана I, родившегося неподалёку от Скопье, Скопский митрополит был провозглашён автокефальным архиепископом. 
После переселения славян на Балканы в VI—VII веке они вытеснили и ассимилировали греческое население современной Северной Македонии, при этом христианство было в значительной мере вытеснено языческими культами славян. 

### Средневековье
В IX веке территория Северной Македонии оказывается во власти Болгарского царства. Ведущую роль в христианизации славян сыграли Кирилл и Мефодий, которые создали один из первых славянских алфавитов, и перевели на старославянский язык избранные места из Евангелия, Псалтырь, Апостольские послания. Большую роль в утверждении христианства сыграли ученики Кирилла и Мефодия — Климент и Наум — их усилиями конце IX века была основана Охридская школа письменности и Охридский монастырь.
В 927 году была создана автокефальная церковь (патриархат) с центром в Охриде (Охридская православная церковь). Эта церковная независимость постоянно оспаривалась Константинополем. Именно с Охридской церкви пришли в Киев первые митрополиты, церковная организация и (по некоторым данным) крещение. После раскола христианства Северная Македония продолжала оставаться тесно связанной с Восточной церковью, за исключением краткого периода, когда после IV крестового похода и основания Латинской империи в Скопье было учреждено католическое епископство.
С разгромом Болгарского царства в 1018 году, церковь была подчинена Константинополю, была создана Охридская архиепископия. Во второй половине X века в Охриде была создано автокефальное Охридское архиепископство, которое просуществовало, несмотря османскую оккупацию Македонии с XIV века до 1767 года.

### Новое время

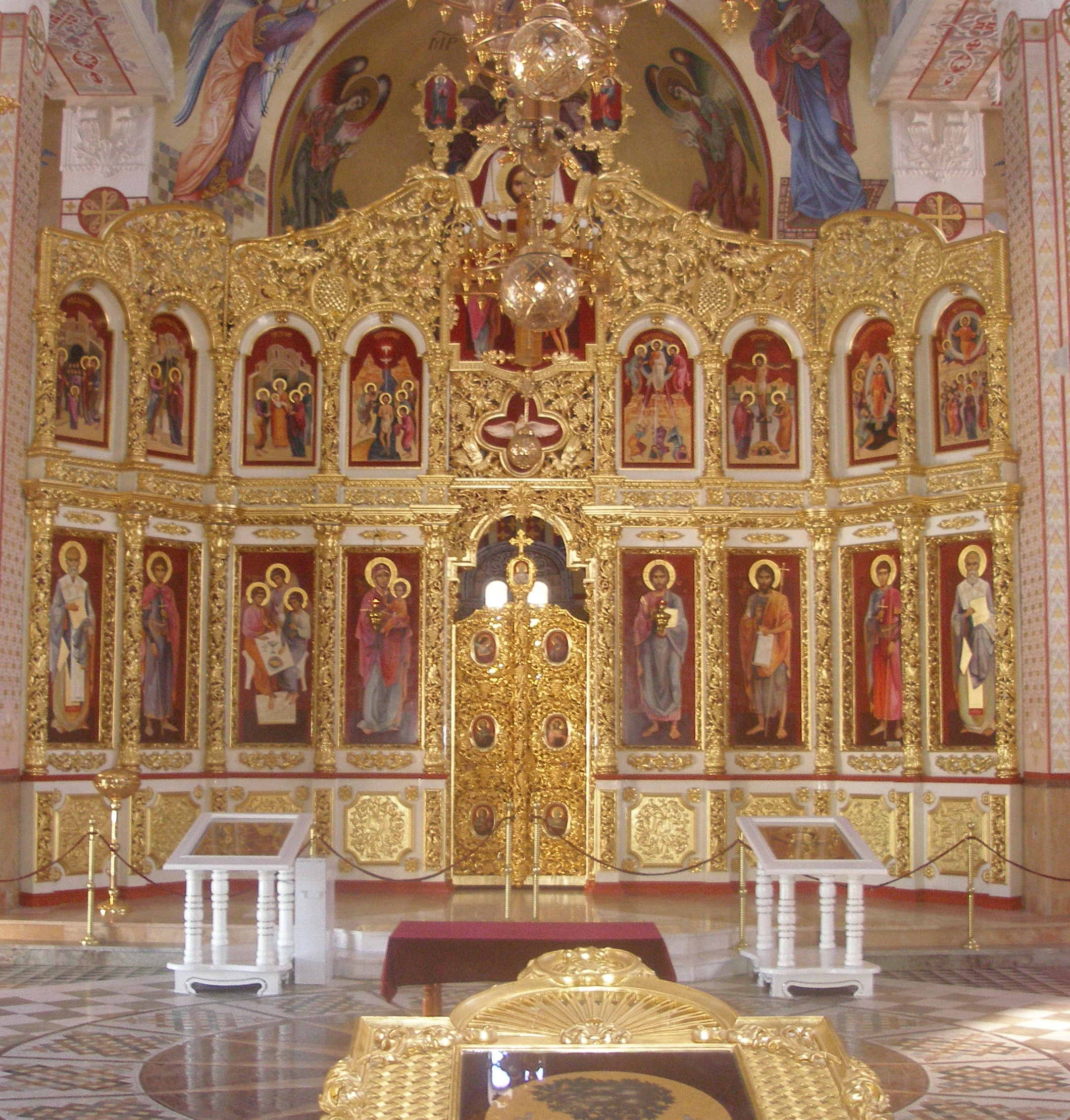
Иконостас церкви Святой Троицы в Радовише

В 1767 году во времена османской оккупации Охридское архиепископство теряет автокефалию, подчиняясь Константинопольскому патриархату. С тех пор предпринимались попытки восстановить Охридское архиепископство, которые особенно усилились с подъёмом национально-освободительной борьбы против османского владычества. В 1874 году Македонская церковь переходит под юрисдикцию Болгарского экзархата.

### XX век

Епархии Македонской православной церкви

Епархии Православной Охридской архиепископии

С окончанием Первой мировой войны большая часть географической Македонии попадает под власть Сербского королевства. Вместе с тем большинство православных приходов Северной Македонии подчиняются Сербской православной церкви.
После аннексии Македонии Болгарией, принимавшей участие во Второй мировой войне на стороне Германии, северномакедонские приходы возвращаются к юрисдикции Болгарского экзархата.
По окончании Второй мировой войны территория Северной Македонии была возвращена в состав югославского государства, в том время носившего название Демократическая Федеративная Югославия; вскоре оно было преобразовано в Федеративную Народную Республику Югославия. В это время в Северной Македонии образованы три епархии, к которым принадлежало большинство жителей этой области. После прихода к власти коммунистов сначала была образована Народная Республика Македония, а затем властями было санкционировано создание автокефальной православной церкви.
В октябре 1958 года в Охриде состоялся Церковный и Национальный собор, собравший 220 священников и мирян, на котором было решено восстановить и древнюю архиепископскую кафедру в Охриде, и автономию Македонской православной церкви. На Соборе избраны три новых епископа для трёх новых епархий, соответственно и такое избрание было расценено как неканоническое, поскольку на нём присутствовал всего один епископ. Однако новая Церковь заявила, что находится в каноническом единстве с Сербской православной церковью в лице Сербского патриарха. В июне 1959 года Сербский Священный синод признал Церковь за свершившийся факт — и в следующем месяце избранные епископы были рукоположены́ сербскими православными епископами.
Осенью 1966 года Македонская православная церковь официально обратилась к Сербскому патриархату с просьбой предоставить ей автокефальный статус, но в мае 1967 года собор епископов Сербской церкви отверг просьбу. Однако македонцы при активном вмешательстве властей настаивали на своём — и 17-19 июля 1967 года созвали собор в Охриде.
19 июля, основываясь на резолюции собора, Священный синод Македонской церкви провозгласил автокефалию Македонской православной церкви. Митрополит получил новый титул «архиепископ Охридский и Македонский». Всё открыто поддерживалось правительством Социалистической Республики Македонии, члены которого присутствовали на поставленние архиепископа.
В сентябре 1967 года Синод Сербской церкви объявил Македонскую православную церковь раскольнической религиозной организацией и порвал с её иерархией все литургические и канонические отношения: такое решение было поддержано другими православными церквами — ни одна не признала каноничности Македонской церкви.
Количество верующих составляет примерно 1,2 миллиона, или 2/3 населения Северной Македонии (в основном славянское). Кроме того они имеют общины в США и Австралии.